# 美国珈蟌
美国珈蟌（学名：Hetaerina americana）是蜻蛉目珈蟌科的一种豆娘, 分布于北美洲
。

## 描述
雄虫的头与胸部为深红色。 雌虫的胸部有绿色或铜色的斑纹
。

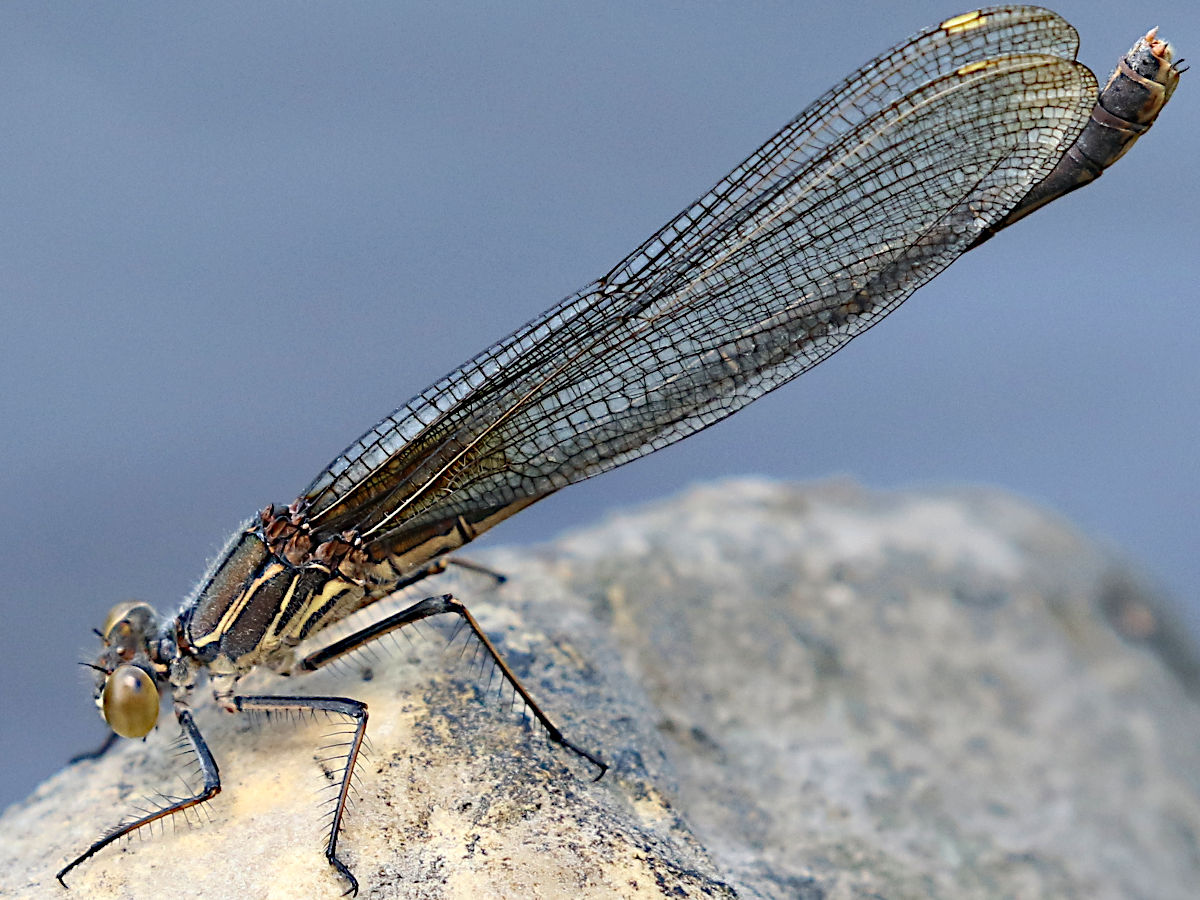
铜色雌虫
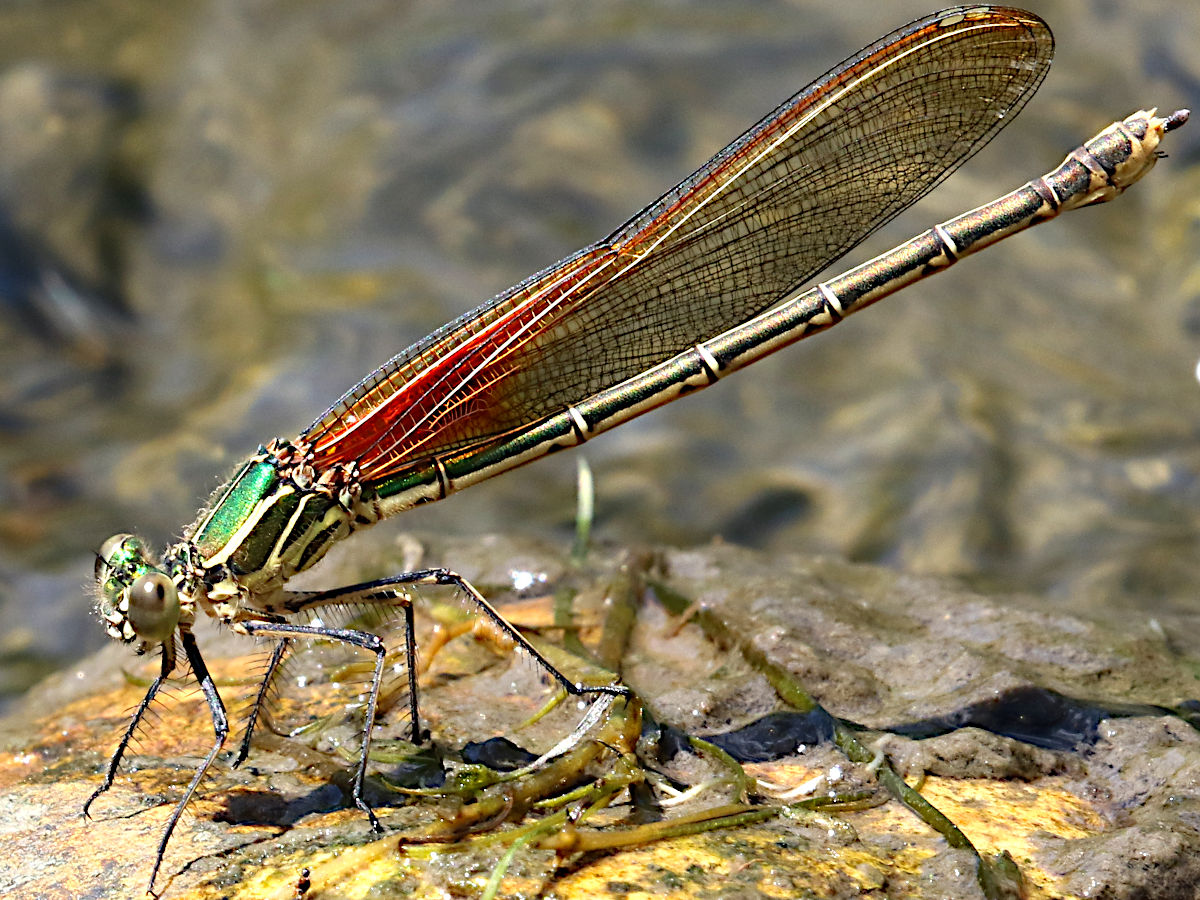
绿色雌虫

## 繁殖
豆娘交配时雄虫与雌虫形成一个「轮」(wheel)
。 
雄虫会将雌虫体内过往交尾时留下的精子除清
。  

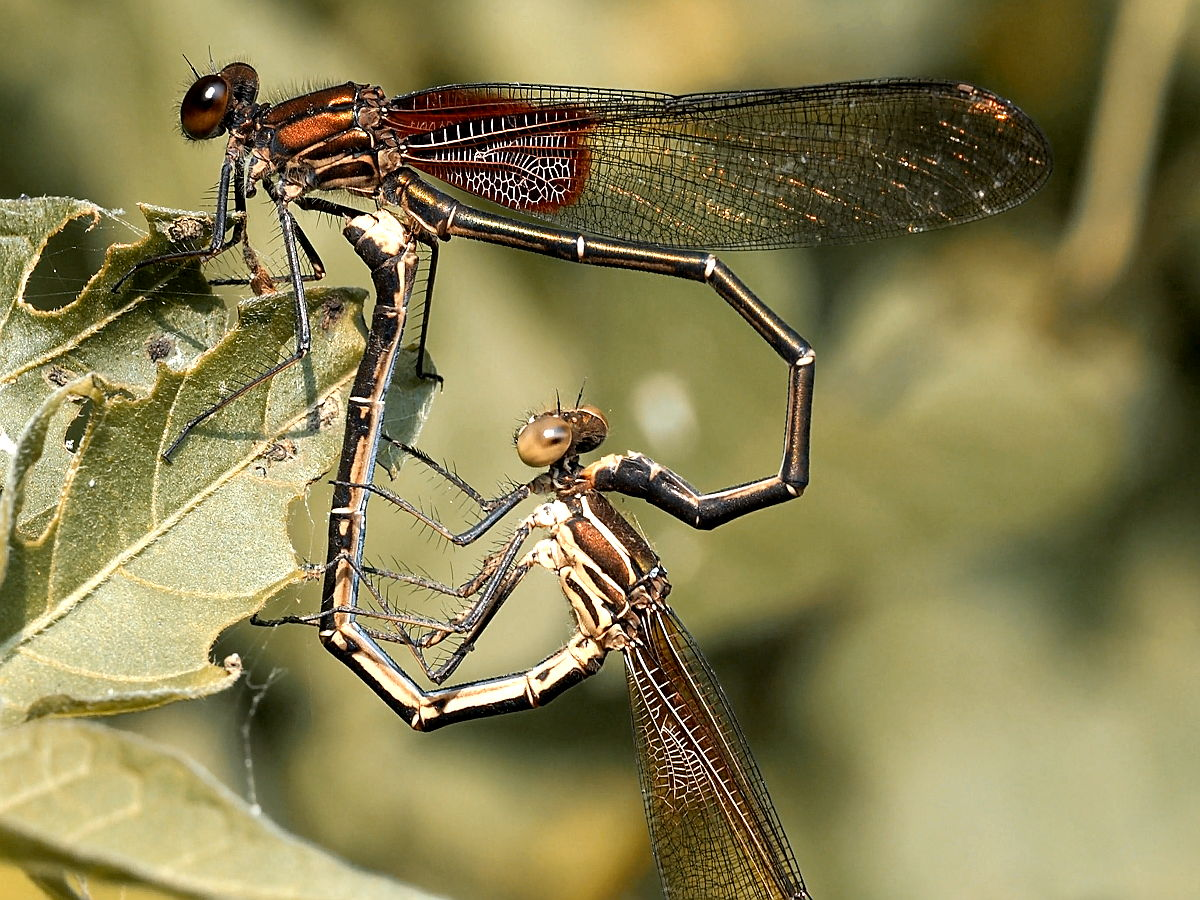
「轮」: 雄在上, 雌在下
- 交配: 清除精子